# Amusium
Amusium is een geslacht van tweekleppigen uit de familie van de Pectinidae. De naam van het geslacht werd voor het eerst geldig gepubliceerd in 1798 door Röding, die de nagelaten schelpenverzameling van de overleden Joachim Friedrich Bolten catalogeerde en van Latijnse benamingen volgens het systeem van Linnaeus voorzag.

## Soorten
- Amusium balloti (Bernardi, 1861)
- Amusium japonicum (Gmelin, 1791)
- Amusium pleuronectes (Linnaeus, 1758)

## Uitgestorven soorten
- † Amusium aguaclarensis Hodson 1927
- † Amusium balloti Bernardi 1861
- † Amusium bocasense Olsson 1922
- † Amusium cristatum (Bronn, 1827)
- † Amusium darwinianum d'Orbigny 1846
- † Amusium filosum Hauer 1857
- † Amusium hulshofi Martin 1883
- † Amusium lucens Tate 1886
- † Amusium mimyum Woodring 1982
- † Amusium mortoni Ravenel 1844
- † Amusium orientale Dey 1961
- † Amusium papyraceum Gabb 1873
- † Amusium paris del Rio 1992
- † Amusium sol Brown & Pilsbry 1913
- † Amusium toulae Brown & Pilsbry 1911
- † Amussium alazanum Cooke 1928
- † Amussium destefanii Ugolini 1903
- † Amussium lompocensis Arnold 1907
- † Amussium subcorneum d'Archaic & Haime 1854